# Шкідники лісу
Шкідники лісу — організми, які пошкоджують різні частини, органи і тканини лісових деревних і чагарникових порід рослин, в результаті чого знижується або порушується приріст і плодоношення рослин, відбувається їх відмирання і пошкодження.

## Групи шкідників лісу
Переважна більшість деревних шкідників складають комахи, меншою мірою шкодять деякі види кліщів і хребетних тварин, особливо гризунів (мишоподібні гризуни) і зайцеподібних (зайці).
Основою класифікації шкідників лісу на групи є середовище проживання, характер живлення, характер пошкоджень, що наносяться. Залежно від зазначених критеріїв виділяють:
- шкідників листя і хвої;
- стовбурових шкідників;
- шкідників коріння;
- шкідників плодів і насіння.

Шкідники лісу є частиною лісової фауни.